# Höfstetten (Heilsbronn)

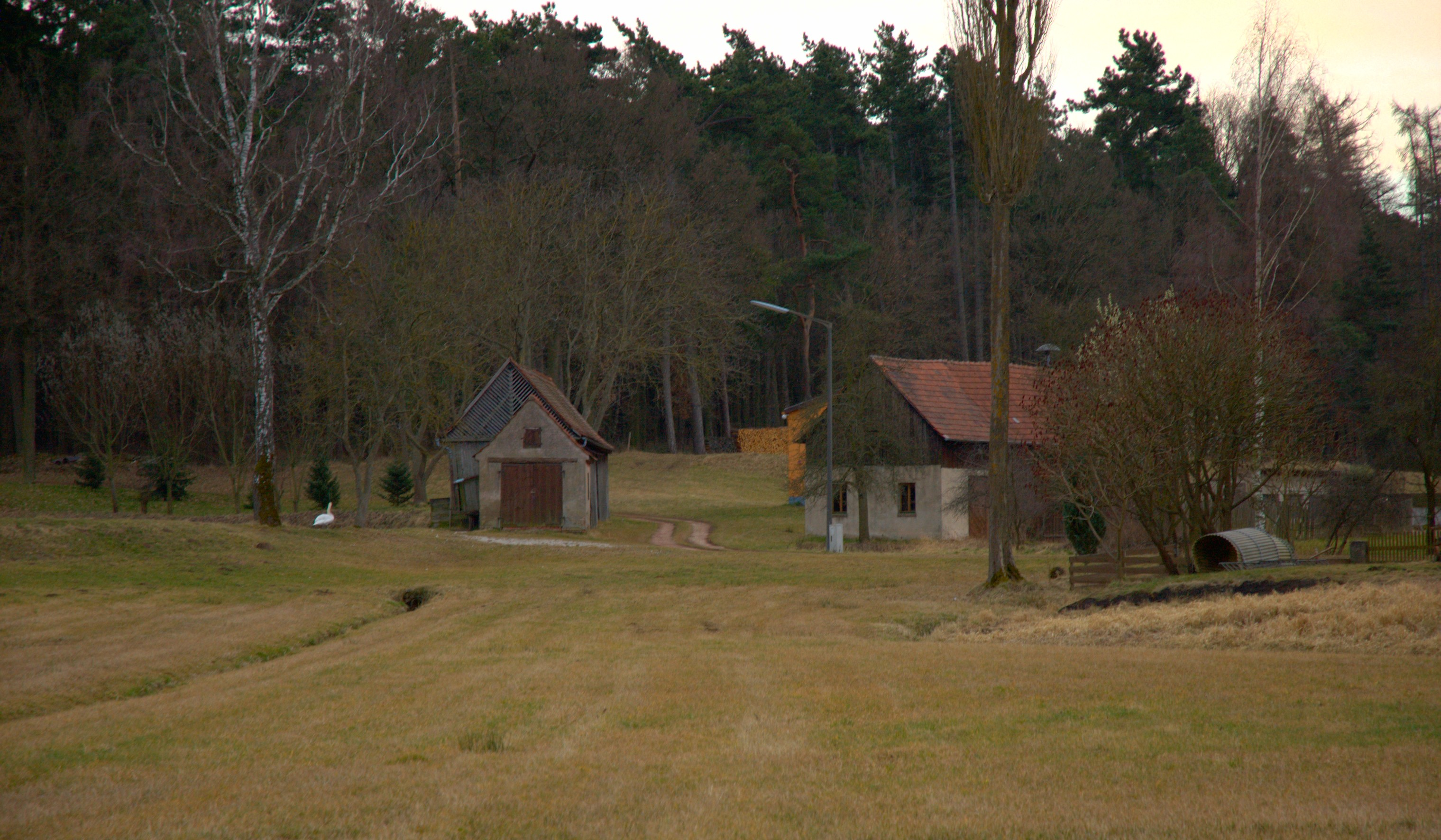
Landwirtschaftliche Gebäude in Höfstetten

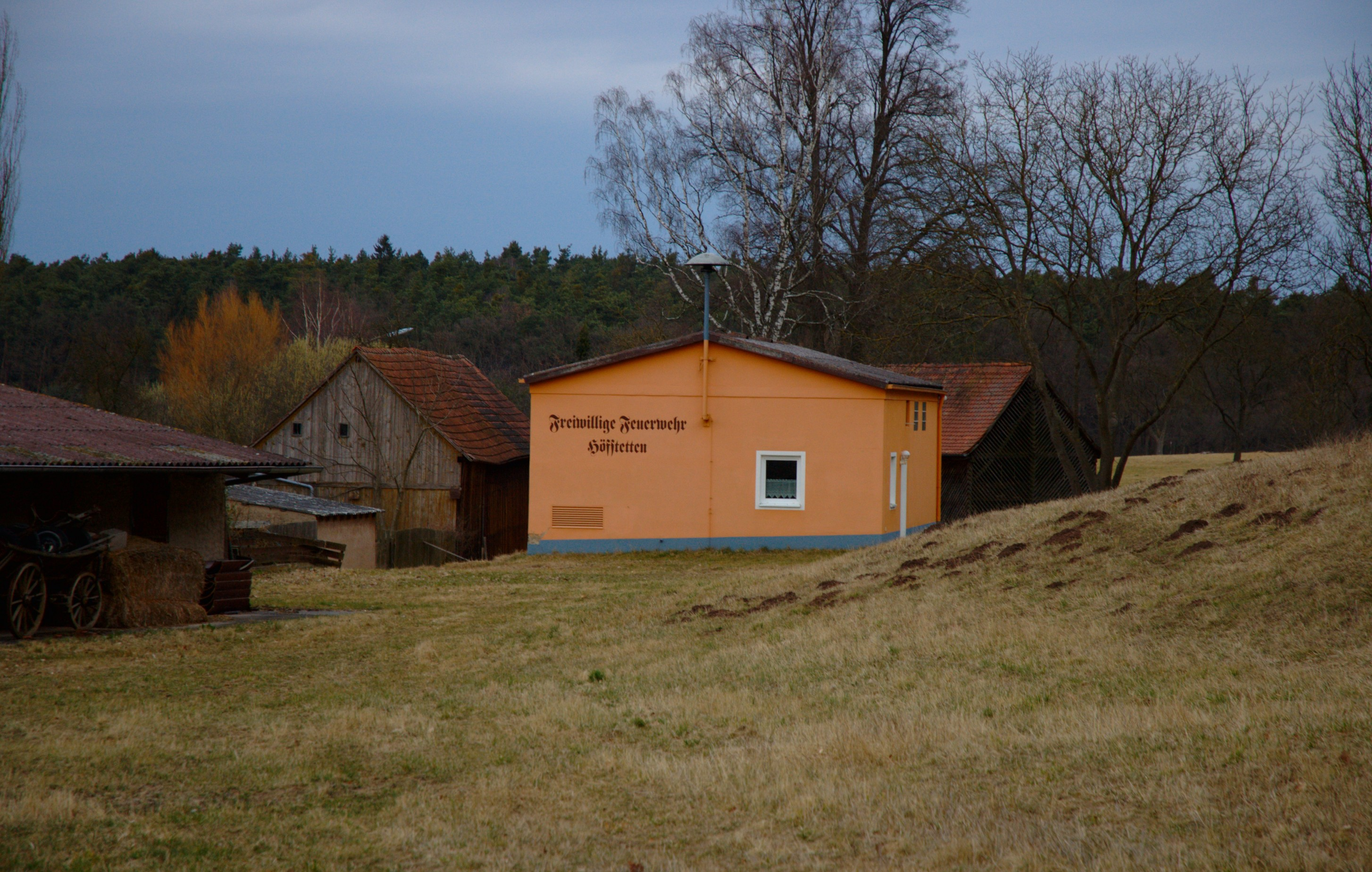
Feuerwehrhaus

Höfstetten (fränkisch: Heschdad) ist ein Gemeindeteil der Stadt Heilsbronn im Landkreis Ansbach (Mittelfranken, Bayern). Die Gemarkung Höfstetten hat eine Fläche von 4,830 km². Sie ist in 415 Flurstücke aufgeteilt, die eine durchschnittliche Fläche von 11.638,49 m² haben. In ihr liegt neben dem namensgebenden Ort der Gemeindeteil Neuhöflein.

## Geografie
Beim Weiler entspringt der Triebendorfer Graben, ein rechter Zufluss der Bibert. Eine Gemeindeverbindungsstraße führt die Kreisstraßen AN 17 kreuzend nach Steinbach (2,7 km westlich). Eine weitere Gemeindeverbindungsstraße führt zur AN 17 bei Ketteldorf (0,5 km südlich) bzw. zur AN 24 südlich von Betzendorf (1,4 km nordöstlich).

## Geschichte
1194 wurde der Ort als „Hovestete“ erstmals urkundlich erwähnt. Der Ortsname bezeichnet schlichtweg den Standort eines Hofes. Das Kloster Heilsbronn erwarb 1249 unter dem 9. Abt Edelwinus durch Tausch von der Domkirche zu Bamberg Güter in Höfstetten. Man gab dafür Güter in Laubendorf ab. Im Ganzen erwarb das Kloster sieben Anwesen.
Im 16-Punkte-Bericht des Klosteramts Heilsbronn aus dem Jahr 1608 wurden für Höfstetten sieben Mannschaften verzeichnet, die alle das Kastenamt Bonnhof als Grundherrn hatten (vier Bauern, drei Köbler). Das Hochgericht übte das brandenburg-ansbachische Kasten- und Stadtvogteiamt Windsbach aus. Während des Dreißigjährigen Kriegs erlitt der Ort wenig Schaden, einige Anwesen blieben besetzt.
Gegen Ende des 18. Jahrhunderts gab es in Höfstetten zehn Anwesen (1 Hof, 4 Halbhöfe, 1 Wirtshaus, 2 Güter, 1 Haus, Gemeindehirtenhaus). Das Hochgericht übte das brandenburg-bayreuthische Stadtvogteiamt Markt Erlbach im begrenzten Umfang aus. Es hatte ggf. an das brandenburg-ansbachische Richteramt Roßtal auszuliefern. Die Dorf- und Gemeindeherrschaft und die Grundherrschaft über alle Anwesen hatte das brandenburg-bayreuthische Kastenamt Bonnhof. Es gab zu dieser Zeit sieben Untertansfamilien. Von 1797 bis 1808 unterstand der Ort dem Justiz- und Kammeramt Cadolzburg.
Im Jahre 1806 kam Höfstetten an das Königreich Bayern. Im Rahmen des Gemeindeedikts wurde Höfstetten dem 1808 gebildeten Steuerdistrikt Petersaurach und der 1810 gegründeten Ruralgemeinde Petersaurach zugeordnet. Mit dem Zweiten Gemeindeedikt (1818) entstand die Ruralgemeinde Höfstetten, zu der Neuhöflein gehörte. Sie war in Verwaltung und Gerichtsbarkeit dem Landgericht Heilsbronn zugeordnet und in der Finanzverwaltung dem Rentamt Windsbach. Von 1862 bis 1879 gehörte Höfstetten zum Bezirksamt Heilsbronn, ab 1880 zum Bezirksamt Ansbach (1939 in Landkreis Ansbach umbenannt) und zum Rentamt Heilsbronn (1919–1929: Finanzamt Heilsbronn, seit 1929: Finanzamt Ansbach). Die Gerichtsbarkeit blieb beim Landgericht Heilsbronn (1879 in Amtsgericht Heilsbronn umbenannt), seit 1956 ist das Amtsgericht Ansbach zuständig. Die Gemeinde hatte 1964 eine Gebietsfläche von 4,810 km². Im Zuge der Gebietsreform in Bayern wurde diese am 1. Mai 1978 nach Heilsbronn eingemeindet.

### Ehemalige Baudenkmäler
- Bauernhaus, erbaut 1367, umgebaut 1625, mit Stroh gedecktes Vollwalmdach, Außenwände aus Fachwerk im Lehmflechtwerk oder lehmverputzten Holzbohlen. 1979 wurde dieses wohl älteste fränkische Bauernhaus vom Fränkischen Freilandmuseum erworben, abgetragen und von 1983 bis 1987 dort wieder aufgebaut.[18]
- Einarmiges mittelalterliches Sandsteinkreuz an der Wegkreuzung Kehlmünz/Höfstetten/Kleinhaslach/Markttriebendorf[19]

### Einwohnerentwicklung
Gemeinde Höfstetten
| Jahr      | 1818   | 1840   | 1852   | 1855   | 1861   | 1867   | 1871   | 1875   | 1880   | 1885   | 1890   | 1895   | 1900   | 1905   | 1910   | 1919   | 1925   | 1933   | 1939   | 1946   | 1950   | 1952   | 1961   | 1970   |
| Einwohner | 102    | 137    | 148    | 158    | 166    | 140    | 142    | 129    | 141    | 154    | 127    | 138    | 149    | 151    | 137    | 145    | 145    | 154    | 138    | 221    | 185    | 188    | 123    | 139    |
| Häuser    | 23     | 22     |        |        |        |        | 23     |        |        | 28     | 26     |        | 24     |        |        |        | 20     |        |        |        | 21     |        | 21     |        |
| Quelle    | [ 21 ] | [ 22 ] | [ 23 ] | [ 23 ] | [ 24 ] | [ 25 ] | [ 26 ] | [ 27 ] | [ 28 ] | [ 29 ] | [ 30 ] | [ 31 ] | [ 32 ] | [ 31 ] | [ 33 ] | [ 31 ] | [ 34 ] | [ 31 ] | [ 31 ] | [ 31 ] | [ 35 ] | [ 31 ] | [ 15 ] | [ 36 ] |

Ort Höfstetten
| Jahr      | 001807 | 001818 | 001840 | 001861 | 001871 | 001885 | 001900 | 001925 | 001950 | 001961 | 001970 | 001987 | 002007 | 002016 |
| Einwohner | 57     | 50     | 55     | 68     | 64     | 58     | 64     | 56     | 68     | 37     | 54     | 45     | 43     | 43     |
| Häuser    | 9      | 12     | 9      |        |        | 12     | 9      | 8      | 8      | 8      |        | 9      |        |        |
| Quelle    | [ 37 ] | [ 21 ] | [ 22 ] | [ 24 ] | [ 26 ] | [ 29 ] | [ 32 ] | [ 34 ] | [ 35 ] | [ 15 ] | [ 36 ] | [ 38 ] |        | [ 1 ]  |

## Religion
Höfstetten ist seit der Reformation evangelisch-lutherisch geprägt und bis heute nach St. Johannes (Bürglein) gepfarrt. Die Einwohner römisch-katholischer Konfession waren ursprünglich nach St. Vitus (Veitsaurach) gepfarrt, heute ist die Pfarrei Unsere Liebe Frau (Heilsbronn) zuständig.